# Streustrahlenraster

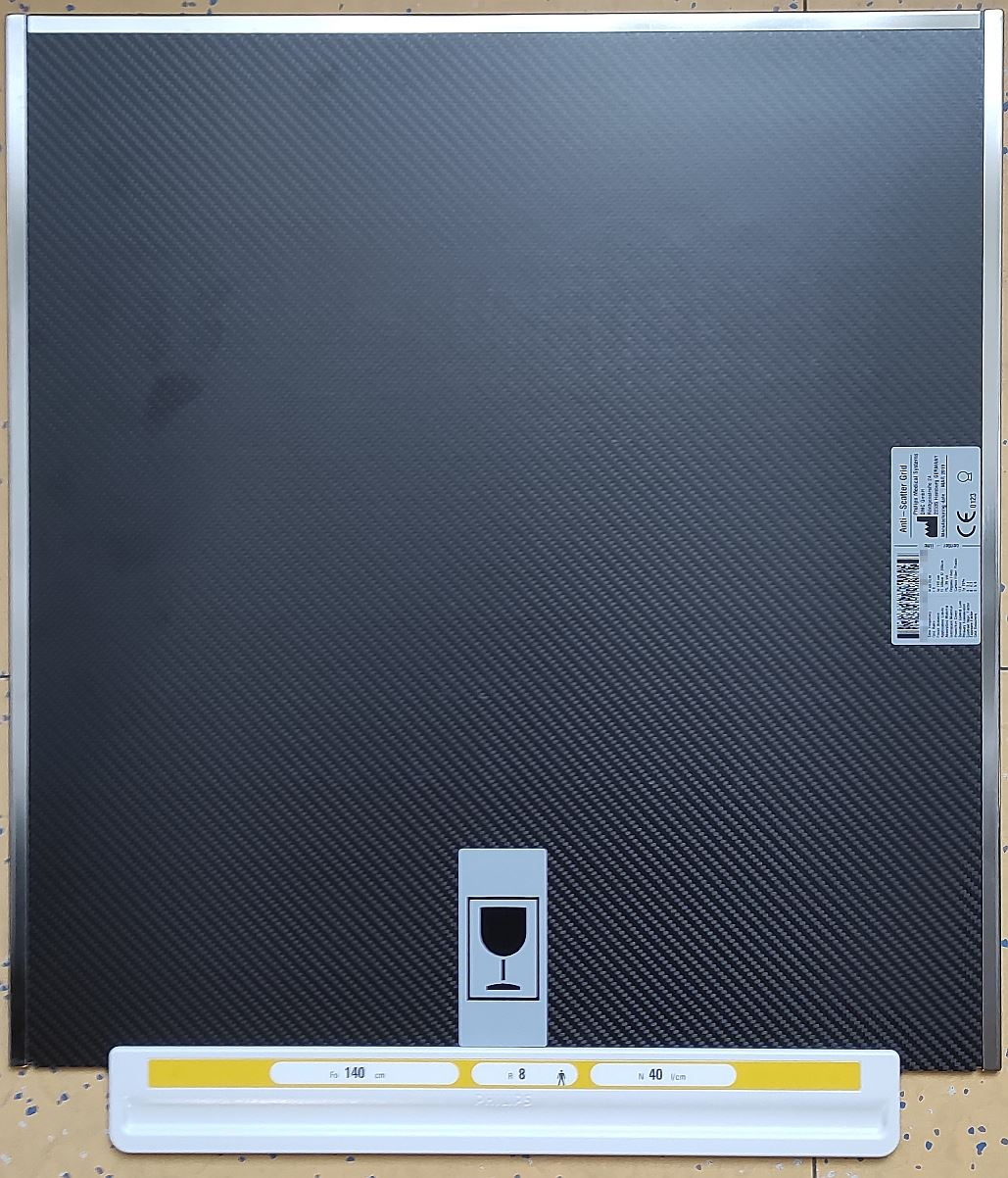
Fokussiertes Streustrahlen-raster im Format 35×43 cm (14×17 Zoll) einer modernen digitalen Röntgenanlage Bj. 2020; Fokusabstand F ist 140 cm, das Verhältnis von Lamellenhöhe zu Lamellenabstand R ist 8, die Linienzahl beträgt 40

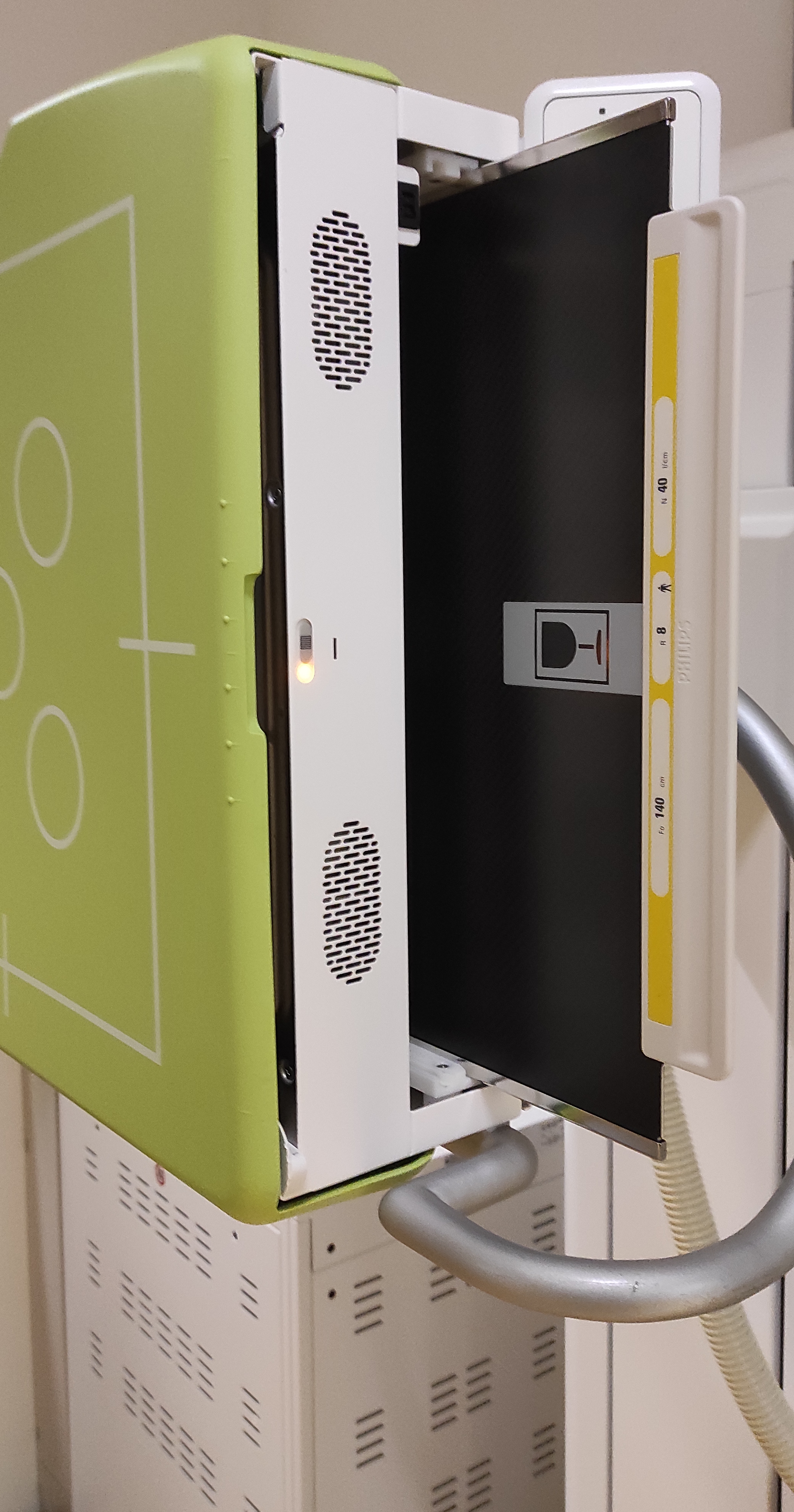
Streustrahlenraster, halb herausgezogen von der Aufnahme eines Rasterwandgerätes

Wie ein Streustrahlenraster ein Strahlenbündel filtert, oben: ohne Streustrahlenraster, unten: mit Streustrahlenraster

Ein Streustrahlenraster (auch Bucky-Blende und Bucky-Potter-Blende, umgangssprachl. Röntgenraster, englisch Potter-Bucky grid oder diaphragm) ist eine Vorrichtung in der Röntgentechnik, die vor dem Bildempfänger (Bildschirm, Detektor oder Film) angebracht ist und den Einfall von Streustrahlung auf diesen reduziert. Dadurch wird der Kontrast des Röntgenbildes erhöht. Das erste Streustrahlenraster wurde im Jahre 1913 von Gustav Peter Bucky entwickelt und ein Jahr darauf zum Patent angemeldet. Der US-amerikanische Radiologe Hollis E. Potter (1880–1964) verbesserte und ergänzte es 1917 um eine Bewegungseinrichtung.

## Funktionsweise
Streustrahlen entstehen überwiegend durch Streuung der Röntgenstrahlen im durchleuchteten Objekt. Die das Bild erzeugende Strahlung ist direkt von der Röntgenröhre auf den Bildträger gerichtet, die Streustrahlung hat jedoch davon abweichende Richtungen. Streustrahlung verursacht eine relativ gleichmäßige Dosisverteilung am Detektor. Der relative Anteil der Streustrahlung steigt stark mit zunehmender Objektdicke und nimmt ab mit höherer Energie der Röntgenstrahlung d. h. steigender Röntgenröhrenspannung.
Das Raster ist wie eine Lamellenjalousie aus schmalen Streifen von stark absorbierendem Material (meist Bleifolie) und durchlässigeren Abstandhaltern (engl. Spacer, meist aus Aluminium oder Zellulose) aufgebaut. Die Streifen stehen parallel zur Strahlung. Die erwünschte gerichtete Strahlung kann die Abstandshalterstreifen durchdringen, Streustrahlung bleibt in den Bleistreifen hängen.
Die Rasterfrequenz liegt bei 20–80 Bleilamellen pro Zentimeter. Höhere Frequenzen vermindern die Streuung, erhöhen aber die notwendige Strahlenexposition des Patienten. Das Schachtverhältnis ist das Verhältnis von Spalthöhe zu -breite im Raster, meist um 1:10, niedriger bei mobilen Rastern und in der Pädiatrie. Höhere Schachtverhältnisse bedingen ebenfalls bessere Bildqualität, aber erhöhte Patientenbelastung. Der Bucky- oder Rasterfaktor beschreibt das Verhältnis der Strahlenmenge mit und ohne Raster, die für dieselbe optische Dichte des Röntgenfilms benötigt wird; er liegt typischerweise bei 3–5.
Raster können aus (auf die Röntgenröhre fokussierten) unterschiedlich geneigten Streifen oder parallelen Streifen aufgebaut sein. Fokussierte Raster eignen sich nur für den Abstand zwischen Röhre und Raster, für den sie konzipiert wurden, z. B. 100 cm. Parallele Raster hingegen haben bei geringem Abstand zur Röhre zum Rand hin Abschattungen und eignen sich nur für größere Fokusabstände. Um Streustrahlen in beiden Dimensionen zu reduzieren, werden zwei Raster im rechten Winkel benötigt, ein Wabenraster oder anderes zweidimensionales Raster.
Um keine streifige Abbildung zu erhalten, wird das Raster bewegt. Diese Bewegung wird durch eine Federvorspannung (Pendelraster)
oder durch einen Linearmotor erzeugt. Vor der Belichtung wir das Raster aus der Federvorspannung entlassen und pendelt dann während der Aufnahme hin und her (Pendelraster), oder der Linearmotor startet die Bewegung vor der Aufnahme; läuft das Raster nicht schnell genug oder „klemmt“ es an den Umkehrpunkten, kommt es zur Abbildung von Streifen des Rasters auf dem Bild. Durch leichten Federzug in einer Richtung am Raster wird versucht, das immer vorhandene Spiel der Spindel im Linearmotor am Umkehrpunkt zu minimieren. Das Spiel der Spindel im Linearmotor kann auch minimiert werden, indem ein Fett (Radlagerfett) eingefüllt wird in den Linearmotor; damit geht das Spiel gegen null und die allfällige Abnutzung der Spindel ist maximal reduziert.
Wichtige Kenngrößen für Röntgen-Streustrahlenraster sind in der Europäischen Union in der Norm DIN EN 60627 (2001, zuletzt revidiert 2015) festgelegt. Die kontrastverbessernde Wirkung eines Streustrahlenrasters kann an dessen Selektivität (= Quotient aus Primärstrahldurchlässigkeit und Streustrahlendurchlässigkeit). abgelesen werden. Der Belichtungszeitverlängerungsfaktor gibt an, um welches Maß die Belichtungszeit erhöht werden muss, um mit Raster die gleiche Schwärzung zu erzielen wie ohne Raster. Er erlaubt eine Berechnung der durch das Raster erhöhten Strahlendosis.
Die verbindliche Leitlinie der Bundesärztekammer schreibt vor, dass bewegte Streustrahlenraster mindestens 36 Linien pro Zentimeter und stehende Raster mindestens 60 Linien pro Zentimeter haben. Die optimalen Schachtverhältnisse sind untersuchungsabhängig. Wenn am Gerät auch Kinder untersucht werden, muss das Raster leicht entfernbar sein. Kinder sollten nur ausnahmsweise mit Streustrahlenrastern untersucht werden, wenn das untersuchte Körperteil über 12–15 cm dick ist und das Schachtverhältnis höchstens 8, bei Festrastern 15–17 beträgt.